# Richebourg (Pas-de-Calais)
Richebourg település Franciaországban, Pas-de-Calais megyében. Lakosainak száma 2653 fő (2022. január 1.). Richebourg La Gorgue, La Couture, Festubert, Laventie, Lestrem, Lorgies, Neuve-Chapelle, Vieille-Chapelle és Violaines községekkel határos.

## Népesség
A település népessége az elmúlt években az alábbi módon változott:
| Lakosok száma | 2555 | 2590 | 2659 | 2622 | 2638 | 2646 | 2628 | 2618 | 2653 |
|               | 2013 | 2015 | 2016 | 2017 | 2018 | 2019 | 2020 | 2021 | 2022 |